# Риера, Габи
Габриэль Риера Ланча (исп. Gabriel Riera Lancha; 5 июня 1985, Андорра-ла-Велья, Андорра) — андоррский футболист, нападающий. Выступал за молодёжную сборную Андорры до 21 года и национальную сборную.

## Биография

### Клубная карьера
Начал профессиональную карьеру в клубе «Андорра». После играл за «Ранжерс», в составе которого стал чемпионом Андорры. Затем играл за «Кадис», «Химнастик» (Алькасар), «Принсипат». С 2009 года по 2012 год — игрок клуба «Сан-Жулиа». В сентябре 2009 года забил гол в матче за Суперкубок Андорры в ворота «Санта-Коломы» и помог своей команде выиграть поединок со счётом (2:1).
С 2012 года по 2014 год играл за «Унио Эспортива Санта-Колома». Летом 2014 года стал игроком команды «Санта-Колома».

### Карьера в сборной
В составе юношеской сборной Андорры до 19 лет сыграл в шести поединках. В 2006 году провёл два поединка за молодёжную сборную Андорры до 21 года. В сборной Андорры играл с 2004 по 2017 годы: сыграл 30 матчей и забил 1 гол.

## Достижения
- Чемпион Андорры (4): 2005/06, 2014/15, 2015/16, 2016/17
- Серебряный призёр чемпионата Андорры (1): 2013/14
- Бронзовый призёр чемпионата Андорры (2): 2008/09, 2009/10
- Финалист Кубка Андорры (1): 2015
- Обладатель Суперкубка Андорры (2): 2009, 2015
- Лучший бомбардир чемпионата Андорры (1): 2009/10